# The Ellen Show
The Ellen Show ist eine Sitcom von und mit Ellen DeGeneres, die von 2001 bis 2002 von CBS gesendet wurde. Sie wurde nach einer Staffel eingestellt. Die Serie war DeGeneres’ zweite Sitcom nach Ellen, die von 1994 bis 1998 lief. Nach dem Coming-out von DeGeneres’ Figur in Ellen als Lesbe war die Figur in dieser Sitcom ebenfalls lesbisch. Im Gegensatz zur ersten Serie legte man hier jedoch nicht den Fokus auf ihre sexuelle Orientierung. Arbeitstitel der Sitcom war Ellen Again.

## Handlung
Nachdem ihr Internetunternehmen Homelearn.com Insolvenz anmeldet und bankrottgeht, entscheidet sich Ellen Richmond, in ihre Heimatstadt zurückzukehren. Dort lebt sie zusammen mit ihrer exzentrischen Mutter Dot und ihrer schusseligen Schwester Catherine. Ihr Jugendfreund Rusty Carnouk möchte ihre alte Beziehung aufleben lassen, was jedoch an der Tatsache scheitert, dass Ellen lesbisch ist. Außerdem trifft sie auf ihren ehemaligen Highschoollehrer Ed Munn. In ihrer alten Heimat angekommen, beginnt Ellen ihre Lebensweisen zu ändern und nimmt eine Stelle als Beraterin an ihrer ehemaligen Highschool an.

## Besetzung

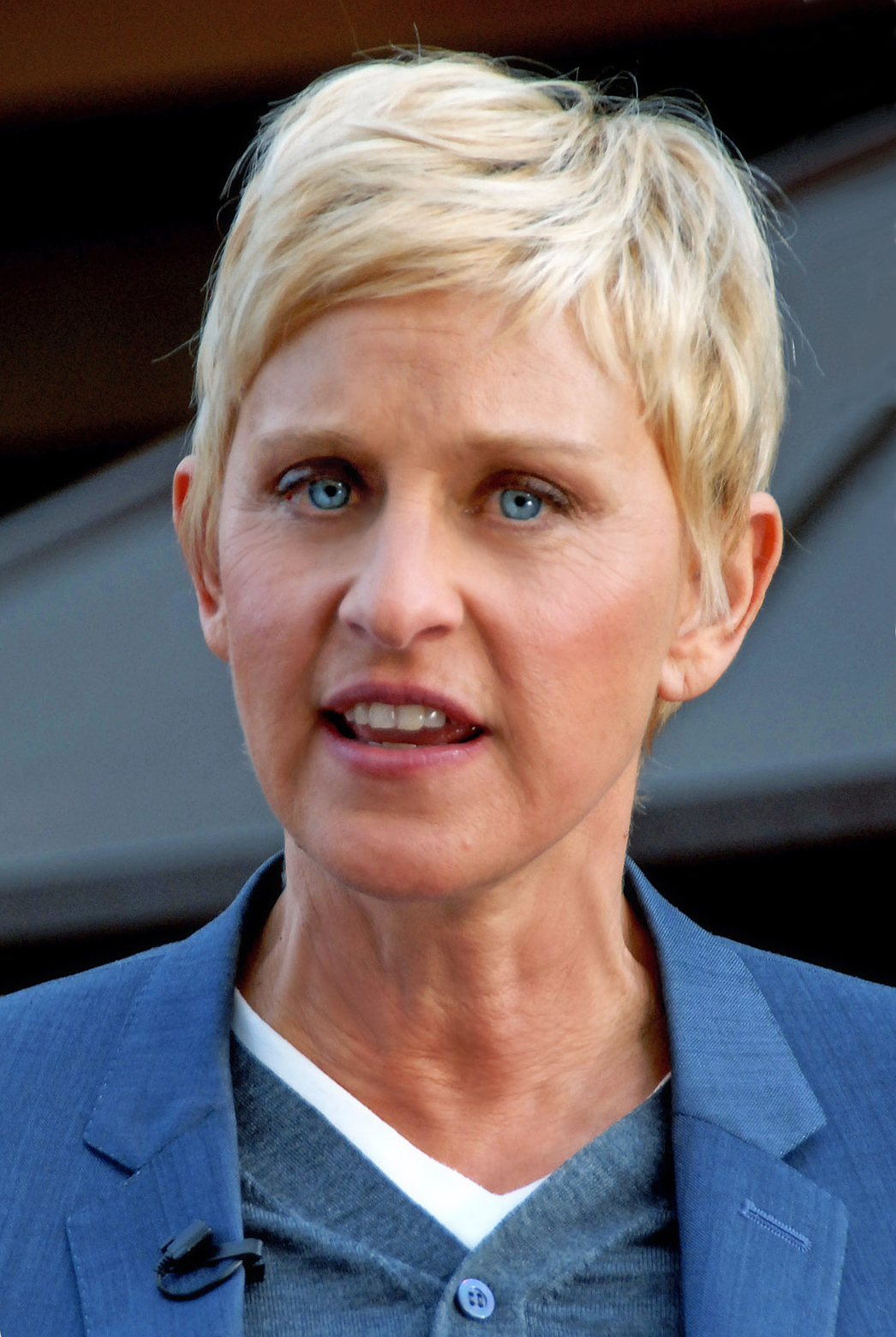
Ellen DeGeneres spielt Ellen Richmond

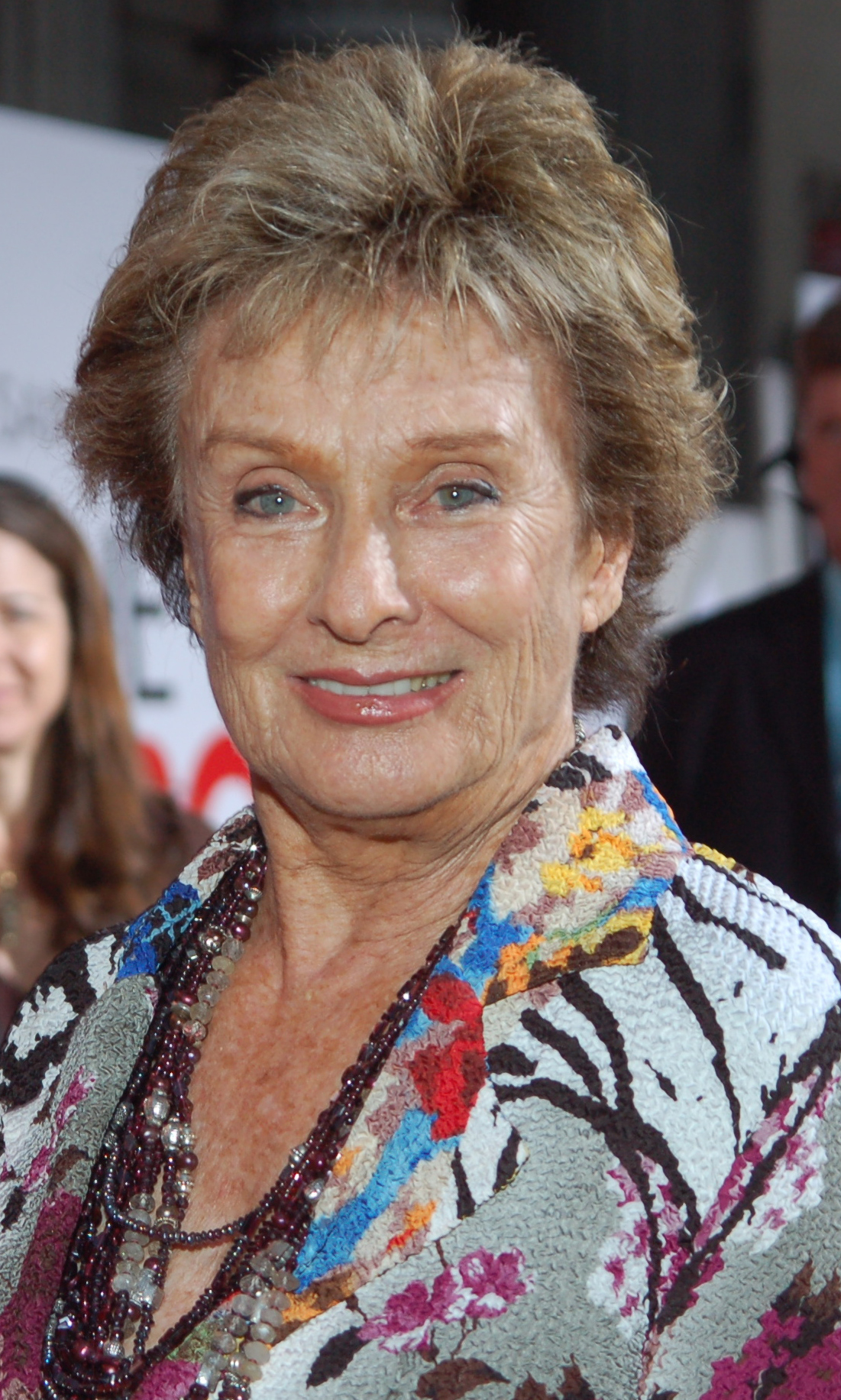
Cloris Leachman spielt Dot Richmond

### Hauptdarsteller
| Rollenname         | Schauspieler/in  | Synchronsprecher/in |
| ------------------ | ---------------- | ------------------- |
| Ellen Richmond     | Ellen DeGeneres  | Claudia Lehmann     |
| Catherine Richmond | Emily Rutherfurd | Cathlen Gawlich     |
| Dot Richmond       | Cloris Leachman  | Karin Buchholz      |
| Rusty Carnouk      | Jim Gaffigan     | Olaf Reichmann      |
| Ed Munn            | Martin Mull      | Bodo Wolf           |
| Pam                | Kerri Kenney     | Gundi Eberhard      |
| Bunny Hoppstetter  | Diane Delano     | Almut Zydra         |

### Gast- und Nebendarsteller
| Rollenname              | Schauspieler/in       | Synchronsprecher/in | Episode(n) |
| ----------------------- | --------------------- | ------------------- | ---------- |
| Officer B Arthur        | Regan Burns           |                     | 2, 7       |
| Erik                    | John Francis Daley    |                     | 2          |
| Kellnerin               | Susan Yeagley         |                     | 3          |
| Tina                    | Marissa Jaret Winokur |                     | 4          |
| Randy                   | Larry Joe Campbell    | Hans Hohlbein       | 6          |
| Joe                     | Tom Poston            |                     | 7          |
| Connie Gibson           | Betty White           | Christel Merian     | 9          |
| Junge Ellen             | Dakota Fanning        |                     | 9          |
| Del                     | John Farley           | Peter Flechtner     | 10         |
| Tante Mary              | Mary Tyler Moore      |                     | 11         |
| Lou Grant (Santa Claus) | Ed Asner              | Helmut Krauss       | 11         |
| Rita Carter             | Maureen McCormick     |                     | 14         |
| Vanessa Carter          | Kaley Cuoco           | Dascha Lehmann      | 14         |
| Percy Moss              | John Ritter           | Stefan Gossler      | 14         |

## Ausstrahlung
Die deutschsprachige Erstausstrahlung erfolgte vom 24. Oktober bis zum 16. November 2008 in Sat.1. 2011 wurde die Serie auf Sat1, sixx und 9Live erneut gezeigt.

## Episodenliste
The Ellen Show besteht aus 18 Episoden. Da die US-amerikanische Ausstrahlung in der Mitte der ersten Staffel abgebrochen wurde, wurden die letzten fünf Episoden nicht ausgestrahlt. Sie sind jedoch auf der DVD enthalten, die in den USA erschien.
| Nummer | Originaltitel               | Deutscher Titel           | Erstausstrahlung   | Deutsche Erstausstrahlung |
| 01     | Pilot                       | Der „Ellen“-Tag           | 24. September 2001 | 24. Oktober 2007          |
| 02     | Walden Pond                 | Der Sinn des Lebens       | 28. September 2001 | 25. Oktober 2007          |
| 03     | Chain Reaction              | Keksalarm                 | 5. Oktober 2001    | 26. Oktober 2007          |
| 04     | Vanity Hair                 | Der Persönlichkeits-Check | 12. Oktober 2001   | 26. Oktober 2007          |
| 05     | The Move                    | Rituale                   | 19. Oktober 2001   | 29. Oktober 2007          |
| 06     | Muskrat Love                | Der hartnäckige Waschbär  | 26. Oktober 2001   | 30. Oktober 2007          |
| 07     | Joe                         | Dots neuer Freund         | 2. November 2001   | 31. Oktober 2007          |
| 08     | Cathy's Taffy               | Cathys Karamell-Bonbons   | 9. November 2001   | 1. November 2007          |
| 09     | Missing the Bus             | Der verlorene Bus         | 16. November 2001  | 2. November 2007          |
| 10     | Alive and Kicking           | Der Rowdy                 | 10. Dezember 2001  | 5. November 2007          |
| 11     | Ellen's First Christmess    | Das Fest der Liebe        | 17. Dezember 2001  | 6. November 2007          |
| 12     | A Bird in the Hand          | Das Familienerbstück      | 4. Januar 2002     | 7. November 2007          |
| 13     | Just the Duck               | Nur die Ente              | 11. Januar 2002    | 8. November 2007          |
| 14     | Shallow Gal                 | Die coole Clique          | nicht ausgestrahlt | 13. November 2007         |
| 15     | Gathering Moss              | Gehirnwäsche              | nicht ausgestrahlt | 9. November 2007          |
| 16     | A Matter of Principal       | Schubladen-Denken         | nicht ausgestrahlt | 14. November 2007         |
| 17     | Where the Sun Doesn’t Shine | Sonnenkinder              | nicht ausgestrahlt | 16. November 2007         |
| 18     | One for the Roadshow        | Die Versteigerung         | nicht ausgestrahlt | 15. November 2007         |

## DVD-Veröffentlichung
Die Serie ist unter dem Titel The Ellen Show – The Complete Series bisher nur in englischsprachiger Fassung auf DVD erschienen.